# Campagne 2011-2013 de l'équipe du pays de Galles espoirs de football
Maillots
Actualités
La campagne 2011-2013 de l'équipe du pays de Galles espoirs de football voit la sélection galloise des moins de 21 ans engagée dans les éliminatoires du Championnat d'Europe de football espoirs 2013 qui se déroule en Israël. Intégrée au groupe 3 de ces éliminatoires, l'équipe remporte son premier match, contre l'équipe d'Andorre (0-1) et prend immédiatement la tête de son groupe.
Après cinq matchs officiels joués (dont deux remportés par la sélection), l'équipe se trouve à la quatrième place du classement de l'épreuve.

## Saison

### Avant-saison
Pensant longtemps se qualifier pour le Championnat d'Europe de football espoirs 2011, le pays de Galles se fait doubler à la fin de l'année 2010 par équipe italienne qui prive les Gallois d'une compétition majeure en juin 2011.

### Résumé de la saison

#### 2011: du bon et du moins bon
L'équipe galloise entame cette campagne par un match amical contre l'Irlande du Nord dont elle dispose facilement (2-0). En revanche, au mois de mars, elle se plonge dans une nouvelle compétition,  les éliminatoires du Championnat d'Europe espoirs 2013 et souhaite débuter de façon positive pour éviter la désillusion des derniers éliminatoires. Le 29 mars, la sélection se déplace à Andorre-la-Vieille où elle affronte l'équipe d'Andorre. Le match est difficile pour les Gallois, loin de leur niveau de forme habituel, et il faut un but contre son camp d'Armand Fajardo, un défenseur andorran, pour donner une victoire courte mais précieuse à l'équipe de Flynn. Le point fort de ce match réside dans la solidité de la défense galloise constituée d'Alfei, Brown, Matthews et Richards.
Le 6 avril 2011, Gary Speed annonce la prochaine construction d'un centre de formation ultra-moderne à Newport qui formera les jeunes et notamment la future équipe espoir.
L'année 2011 se termine par un match sur le terrain de la sélection arménienne où le pays de Galles, contraint de ne pas perdre en raison de son classement précaire, parvient à obtenir un match nul (0-0) malgré une nette domination. Au cours de ce match, le jeune milieu de terrain Jonathan Williams se blesse sévèrement en se fracturant la jambe. L'équipe compte alors deux victoires, un match nul et deux défaites et n'est donc pas éliminée dans la course à la qualification, mais a l'obligation d'obtenir des résultats positifs pour la décrocher.

#### 2012
Au début de l'année 2012, Chris Coleman est nommé sélectionneur de l'équipe première du pays de Galles. Le 29 février 2012, celui-ci confirme Brian Flynn à la tête des sélections de jeunes (moins de 21 ans, moins de 19 ans et moins de 17 ans). À cette occasion, Flynn déclare espérer disposer d'un groupe « hautement compétitif » au bout d'une période de quatre ans. Le soir même, à Wrexham, l'équipe affronte l'Andorre et obtient une victoire probante (4-0) marquée par un doublé de Billy Bodin, victoire dont se félicite Flynn : « Une victoire 4-0 à domicile en compétition européenne est excellente. […] Les joueurs ont remis les choses en ordre et maintenant nous nous préparons pour notre prochain match contre l'Arménie en août. »
Durant l'intersaison, la fédération galloise de football nomme Geraint Williams nouveau sélectionneur en remplacement de Brian Flynn. Williams est un ancien joueur de Colchester United et de Leyton Orient et, surtout, un international gallois ayant porté le maillot de l'équipe du pays de Galles de football à 13 reprises entre 1988 et 1996.

## Sélectionneurs
| Nom              | De              | À               |
| ---------------- | --------------- | --------------- |
| Brian Flynn      | -               | 10 juillet 2012 |
| Geraint Williams | 10 juillet 2012 | -               |

## Joueurs

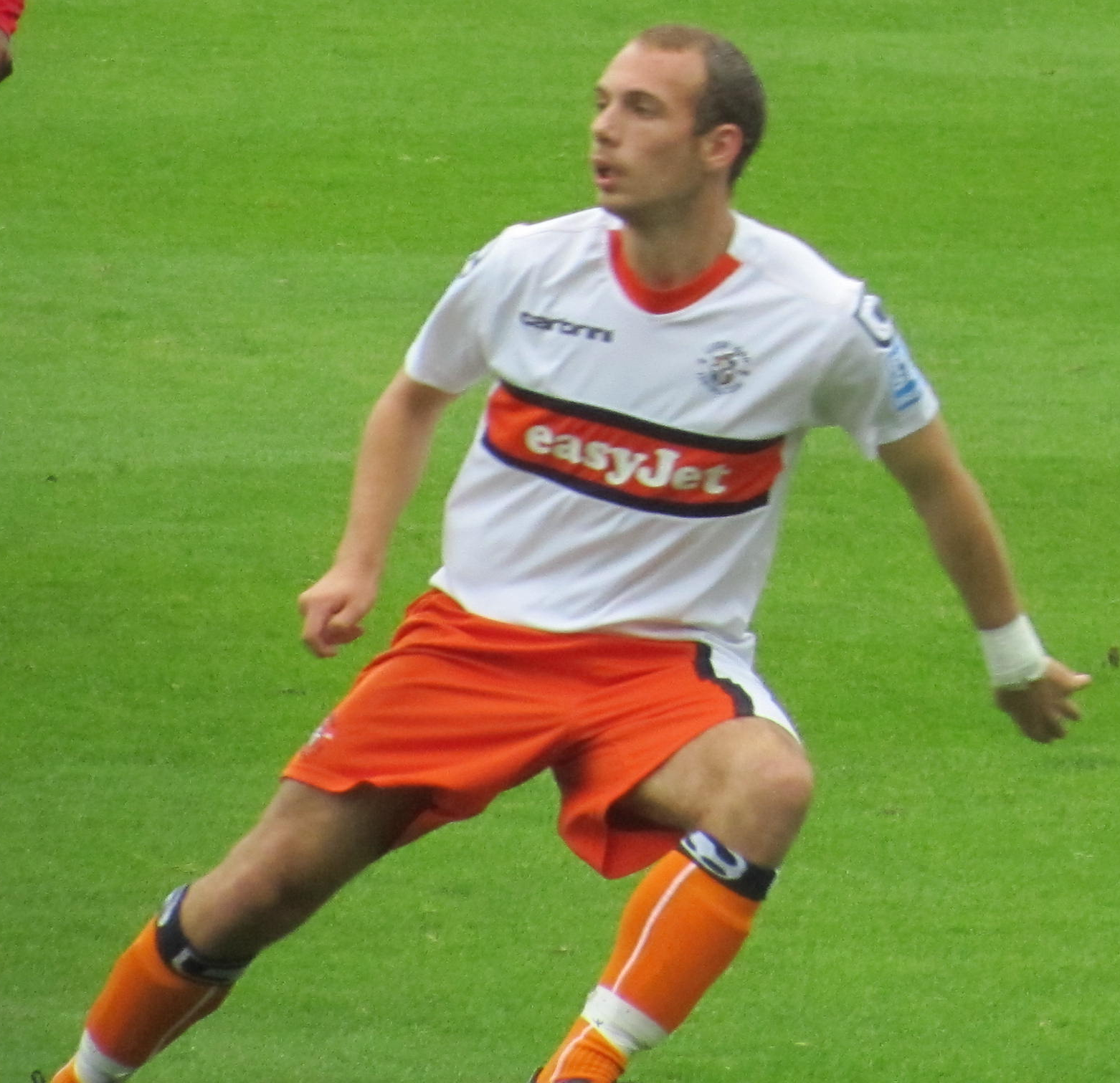
Jake Howells (Luton Town), en septembre 2011.

L'équipe espoirs 2011-2013 est constituée d'un grand nombre de joueurs de Swansea City, club de Premier League anglaise, faisant de ce club le vivier principal des meilleurs joueurs gallois. Pourtant, ce cru de joueurs ne possèdent pas la qualité de ses prédécesseurs, dont Gareth Bale, Aaron Ramsey, Simon Church, Sam Vokes et Ched Evans sont les meilleurs représentants.

### Effectif actuel
Mise à jour le 6 septembre 2012
| Sélectionneur      | Sélectionneur     | Geraint Williams  | Geraint Williams    |
| Nom                | Date de naissance | Sélections (buts) | Club                |
| Gardiens           |                   |                   |                     |
| Jonathan Bond      | 19 mai 1993       | 00 (0)            | Watford             |
| David Cornell      | 28 mars 1991      | 04 (0)            | Swansea City        |
| Défenseurs         |                   |                   |                     |
| Daniel Alfei       | 23 février 1992   | 10 (2)            | Swansea City        |
| Tom Bender         | 19 janvier 1993   | 03 (0)            | Colchester United   |
| Troy Brown         | 17 septembre 1990 | 09 (0)            | Aldershot Town      |
| Kieron Freeman     | 21 mars 1992      | 07 (0)            | Nottingham Forest   |
| Adam Henley        | 14 juin 1994      | 03 (0)            | Blackburn Rovers    |
| Ashton Taylor      | 2 septembre 1990  | 03 (0)            | Tranmere Rovers     |
| Milieux de terrain |                   |                   |                     |
| Billy Bodin        | 24 mars 1992      | 13 (2)            | Swindon Town        |
| Michael Doughty    | 20 novembre 1992  | 01 (0)            | Queens Park Rangers |
| Gwion Edwards      |                   | 01 (0)            | Swansea City        |
| Jake Howells       | 18 avril 1991     | 05 (0)            | Luton Town          |
| Lee Lucas          | 10 juin 1992      | 10 (0)            | Burton Albion       |
| Jonathan Meades    | 2 mars 1992       | 02 (0)            | Cardiff City        |
| Josh Pritchard     |                   | 00 (0)            | Fulham              |
| Attaquants         |                   |                   |                     |
| Thomas Bradshaw    | 27 juillet 1992   | 06 (1)            | Shrewsbury Town     |
| Jake Cassidy       | 9 février 1993    | 04 (0)            | Wolverhampton       |
| Emyr Huws          | 30 septembre 1993 | 01 (0)            | Manchester City     |
| Jake Taylor        | 1er décembre 1991 | 11 (0)            | Exeter City         |

Source : FAW.

#### Joueurs récemment appelés
Le tableau ci-dessous présente une liste de joueurs non appelés pour le dernier match de la sélection galloise espoirs mais ayant été appelé pour au moins une autre rencontre durant la campagne 2011-2013.
| Nom                 | Date de naissance | Sélections (buts) | Club                | Dernière fois appelé |
| ------------------- | ----------------- | ----------------- | ------------------- | -------------------- |
| Gardiens            |                   |                   |                     |                      |
| Chris Maxwell       | 30 juillet 1990   | 15 (0)            | Wrexham             | 15 août 2012         |
| Danny Ward          | 22 juin 1993      | 00 (0)            | Liverpool           | 15 août 2012         |
| Défenseurs          |                   |                   |                     |                      |
| Ben Davies          | 24 avril 1993     | 00 (0)            | Swansea City        | 6 septembre 2011     |
| Paul Dummett        | 26 septembre 1991 | 03 (0)            | Newcastle United    | 15 août 2012         |
| Adam Matthews       | 13 janvier 1992   | 05 (0)            | Celtic              | 31 mars 2011         |
| Ashley Richards     | 12 avril 1991     | 16 (0)            | Swansea City        | 15 août 2012         |
| David Stephens      | 18 octobre 1991   | 07 (0)            | Hibernian           | 15 août 2012         |
| Joe Walsh           | 13 mai 1992       | 01 (0)            | Swansea City        | 15 août 2012         |
| Milieux de terrain  |                   |                   |                     |                      |
| Joe Allen           | 14 mars 1990      | 14 (2)            | Swansea City        | 29 mars 2011         |
| Ryan Doble          | 1er février 1991  | 10 (1)            | Southampton         | 15 août 2012         |
| Nathan Craig        | 25 octobre 1991   | 04 (0)            | Everton             | 31 mars 2011         |
| Elliott Hewitt      | 30 mai 1994       | 04 (0)            | Macclesfield Town   | 15 novembre 2011     |
| Reece Jones         | 26 septembre 1991 | 07 (0)            | Wimbledon           | 9 février 2011       |
| Joe Partington      | 1er avril 1990    | 08 (0)            | AFC Bournemouth     | 31 mars 2011         |
| Rhys Taylor         | 7 avril 1990      | 04 (0)            | Rotherham United    | 15 novembre 2011     |
| Jonathan Williams   | 9 octobre 1993    | 06 (0)            | Crystal Palace      | 15 novembre 2011     |
| Attaquants          |                   |                   |                     |                      |
| Elliott Chamberlain | 29 avril 1992     | 09 (1)            | Leicester City      | 15 août 2012         |
| Robert Ogleby       | 15 janvier 1992   | 05 (1)            | Heart of Midlothian | 15 août 2012         |
| Eliot Richards      | 10 septembre 1991 | 01 (0)            | Bristol Rovers      | 15 août 2012         |

### Joueurs par match

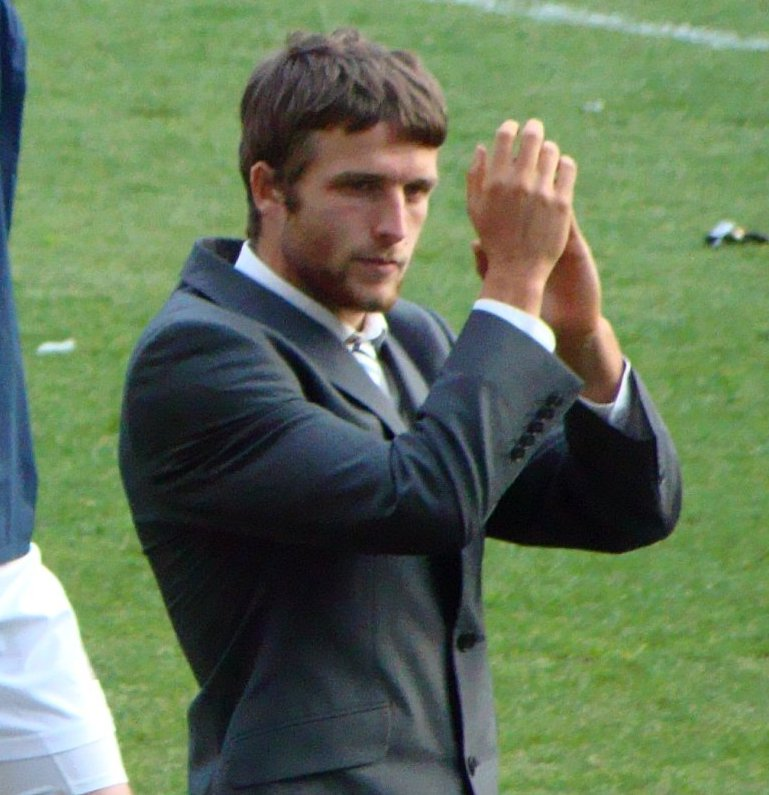
Le 29 mars 2011, Adam Matthews joue son dernier match pour les Espoirs. Il devient dès lors membre de l'équipe A du pays de Galles.

| Joueurs                                |    |    |        |    |    |    |    |    |    |    |
| Gardiens de but                        |    |    |        |    |    |    |    |    |    |    |
| David Cornell (Swansea City)           |    |    |        |    |    |    |    |    |    | 90 |
| Chris Maxwell (Wrexham)                |    |    | 90     | 90 | 90 | 90 | 90 | 90 | 90 |    |
| Rhys Taylor (Crewe Alexandra)          | 90 | 90 | [ 10 ] |    |    |    |    |    |    |    |
| Défenseurs                             |    |    |        |    |    |    |    |    |    |    |
| Daniel Alfei (Swansea City)            | 90 | 90 | 90     | 90 | 90 | 90 | 58 |    | 90 | 90 |
| Tom Bender (Colchester United)         | 35 |    | Entré  |    |    |    |    |    |    |    |
| Troy Brown (Ipswich Town)              | 90 | 90 | 90     | 90 | 90 | 90 | 32 | 56 | 81 |    |
| Paul Dummett (Newcastle United)        | 55 |    |        |    |    |    |    | 30 |    |    |
| Kieron Freeman (Nottingham Forest)     |    |    | 90     | 90 | 90 | 90 | 82 | 60 | 90 | 90 |
| Adam Henley (Blackburn Rovers)         |    |    |        |    |    |    |    | 90 | 73 | 75 |
| Adam Matthews (Cardiff City)           | 11 | 90 |        |    |    |    |    |    |    |    |
| Ashley Richards (Swansea City)         | 90 | 90 |        | 90 | 90 | 90 | 90 | 90 | 90 |    |
| David Stephens (Hibernian)             |    |    | 90     |    |    |    | 90 | 90 | 5  |    |
| Ashton Taylor (Tranmere Rovers)        |    |    |        |    |    |    |    | 34 | 17 | 90 |
| Joe Walsh (Swansea City)               |    |    | Entré  |    |    |    |    |    |    |    |
| Milieux                                |    |    |        |    |    |    |    |    |    |    |
| Billy Bodin (Swindon Town)             | 35 | 31 | 90     | 74 | 11 | 45 | 90 | 90 | 90 | 90 |
| Michael Doughty (Queens Park Rangers)  |    |    |        |    |    |    |    |    |    | 15 |
| Gwion Edwards (Swansea City)           |    |    |        |    |    |    |    |    |    | 59 |
| Elliott Hewitt (Macclesfield Town)     |    |    | Entré  | 74 | 90 | 90 | 90 |    |    |    |
| Jake Howells (Luton Town)              |    |    | 90     |    | 90 | 90 |    | 90 | 77 |    |
| Reece Jones (Wimbledon)                | 45 |    | Entré  |    |    |    |    |    |    |    |
| Lee Lucas (Swansea City)               | 90 | 59 | 90     | 90 | 90 | 90 | 90 |    | 90 | 90 |
| Jonathan Meades (Cardiff City)         |    |    |        | 16 |    |    |    |    |    | 15 |
| Joe Partington (AFC Bournemouth)       | 45 | 90 |        |    |    |    |    |    |    |    |
| Jonathan Williams (Crystal Palace)     | 55 | 82 | 90     | 62 |    |    | 71 |    |    |    |
| Attaquants                             |    |    |        |    |    |    |    |    |    |    |
| Thomas Bradshaw (Shrewsbury Town)      |    |    |        | 90 | 90 | 74 | 90 | 22 |    | 31 |
| Jake Cassidy (Wolverhampton Wanderers) |    | 22 |        |    |    |    |    | 68 | 90 | 90 |
| Elliott Chamberlain (Leicester City)   | 74 | 68 |        | 19 |    | 24 | 19 |    |    |    |
| Ryan Doble (Southampton)               | 90 | 90 |        | 90 | 90 | 66 |    | 90 |    |    |
| Emyr Huws (Manchester City)            |    |    |        |    |    |    |    |    |    | 75 |
| Robert Ogleby (Heart of Midlothian)    | 16 | 8  | Entré  |    |    | 16 | 8  |    |    |    |
| Richard Peniket (Fulham)               |    |    | Entré  |    |    |    |    |    |    |    |
| Eliot Richards (Bristol Rovers)        |    |    |        |    |    |    |    |    | 13 |    |
| Jake Taylor (Reading)                  | 79 | 90 | 90     | 28 | 79 | 45 | 90 | 90 | 9  | 90 |
| Casey Thomas (Swansea City)            |    |    | Entré  |    |    |    |    |    |    |    |

## Matchs

### Résumé des matchs joués
| Date              | Stade, ville, pays                                   | Adversaire         | Score | Comp.                 | Buteurs gallois                                                |
| 9 février 2011    | Racecourse Ground Wrexham (pays de Galles)           | Irlande du Nord    | 2-0   | Amical                | Daniel Alfei 41e (pen.) · Robert Ogleby 77e                    |
| 29 mars 2011      | Estadi Comunal Andorre-la-Vieille (Andorre)          | Andorre            | 0-1   | Élim. CE 2013 - Gr. 3 | Armand Fajardo 21e (csc)                                       |
| 10 août 2011      | Racecourse Ground Wrexham (pays de Galles)           | Hongrie            | 1-2   | Amical                | Lee Lucas 37e                                                  |
| 6 septembre 2011  | Stadion Podgorica Podgorica (Monténégro)             | Monténégro         | 3-1   | Élim. CE 2013 - Gr. 3 | Thomas Bradshaw 55e                                            |
| 8 octobre 2011    | Racecourse Ground Wrexham (pays de Galles)           | Monténégro         | 1-0   | Élim. CE 2013 - Gr. 3 | Daniel Alfei 58e (pen.)                                        |
| 11 octobre 2011   | Racecourse Ground Wrexham (pays de Galles)           | République tchèque | 0-1   | Élim. CE 2013 - Gr. 3 |                                                                |
| 15 novembre 2011  | Stade Hanrapetakan Erevan (Arménie)                  | Arménie            | 0-0   | Élim. CE 2013 - Gr. 3 |                                                                |
| 29 février 2012   | Racecourse Ground Wrexham (pays de Galles)           | Andorre            | 4-0   | Élim. CE 2013 - Gr. 3 | Billy Bodin 22e 33e · Xavier Vieira 44e (csc) · Ryan Doble 59e |
| 15 août 2012      | Racecourse Ground Wrexham (pays de Galles)           | Arménie            | 0-1   | Élim. CE 2013 - Gr. 3 |                                                                |
| 10 septembre 2012 | Chance Arena Jablonec nad Nisou (République tchèque) | Tchéquie           | 5-0   | Élim. CE 2013 - Gr. 3 |                                                                |
| 6 février 2013    | Stebonheath Park Llanelli (pays de Galles)           | Islande            | 3-0   | Match amical          | Wes Burns 78e · Jonathan Williams 80e · Robert Ogleby 87e      |

### Résultats détaillés
| Match amical   | Pays de Galles                              | 2-0   | Irlande du Nord | Racecourse Ground Wrexham (pays de Galles) |                                          |
| 9 février 2011 | Daniel Alfei 41e (pen.) · Robert Ogleby 77e | (1-0) |                 | Spectateurs : 700 Arbitrage : Neil Doyle   | Spectateurs : 700 Arbitrage : Neil Doyle |
| 9 février 2011 | (Rapport)                                   |       |                 | Spectateurs : 700 Arbitrage : Neil Doyle   | Spectateurs : 700 Arbitrage : Neil Doyle |

| Élim. CE 2013 | Andorre   | 0-1   | Pays de Galles           | Estadi Comunal Andorre-la-Vieille (Andorre) |                                  |
| 29 mars 2011  |           | (0-1) | 21e (csc) Armand Fajardo | Arbitrage : Sebastien Delferière            | Arbitrage : Sebastien Delferière |
| 29 mars 2011  | (Rapport) |       |                          | Arbitrage : Sebastien Delferière            | Arbitrage : Sebastien Delferière |

| Match amical | Pays de Galles | 1-2   | Hongrie                                 | Racecourse Ground Wrexham (pays de Galles) |  |
| 10 août 2011 | Lee Lucas 37e  | (1-1) | 6e Benjamin Balazs · 90e Zsolt Haraszti |                                            |  |
| 10 août 2011 | (Rapport)      |       |                                         |                                            |  |

| Élim. CE 2013            | Monténégro                                                      | 3-1   | Pays de Galles      | Stadion Podgorica Podgorica (Monténégro) |                             |
| 6 septembre 2011 20 h 30 | Radivoje Golubović 65e · Stefan Mugoša 77e · Stefan Nikolić 88e | (0-0) | 55e Thomas Bradshaw | Arbitrage : Alan Mario Sant              | Arbitrage : Alan Mario Sant |
| 6 septembre 2011 20 h 30 | (Rapport)                                                       |       |                     | Arbitrage : Alan Mario Sant              | Arbitrage : Alan Mario Sant |

| Élim. CE 2013  | Pays de Galles          | 1-0   | Monténégro | Racecourse Ground Wrexham (pays de Galles) |                           |
| 8 octobre 2011 | Daniel Alfei 58e (pen.) | (0-0) |            | Arbitrage : Vladimir Vnuk                  | Arbitrage : Vladimir Vnuk |
| 8 octobre 2011 | (Rapport)               |       |            | Arbitrage : Vladimir Vnuk                  | Arbitrage : Vladimir Vnuk |

| Élim. CE 2013   | Pays de Galles | 0-1   | République tchèque | Racecourse Ground Wrexham (pays de Galles) |                           |
| 11 octobre 2011 |                | (0-1) | 5e Václav Kadlec   | Arbitrage : Nikolaj Hänni                  | Arbitrage : Nikolaj Hänni |
| 11 octobre 2011 | (Rapport)      |       |                    | Arbitrage : Nikolaj Hänni                  | Arbitrage : Nikolaj Hänni |

| Élim. CE 2013    | Arménie   | 0-0   | Pays de Galles | Stade Hanrapetakan Erevan (Arménie) |                             |
| 15 novembre 2011 |           | (0-0) |                | Arbitrage : Igor Pristovnik         | Arbitrage : Igor Pristovnik |
| 15 novembre 2011 | (Rapport) |       |                | Arbitrage : Igor Pristovnik         | Arbitrage : Igor Pristovnik |

| Élim. CE 2013   | Pays de Galles                                                 | 4-0   | Andorre | Racecourse Ground Wrexham (pays de Galles) |                                |
| 29 février 2012 | Billy Bodin 22e 33e · Xavier Vieira 44e (csc) · Ryan Doble 59e | (3-0) |         | Arbitrage : Vitali Sevostyanik             | Arbitrage : Vitali Sevostyanik |
| 29 février 2012 | (Rapport)                                                      |       |         | Arbitrage : Vitali Sevostyanik             | Arbitrage : Vitali Sevostyanik |

| Élim. CE 2013     | Pays de Galles | 0-1   | Arménie                           | Racecourse Ground Wrexham (pays de Galles) |                         |
| 15 août 2012 19 h |                | (0-1) | 7e (pen.) Hovhannes Hambardzumyan | Arbitrage : Kenn Hansen                    | Arbitrage : Kenn Hansen |
| 15 août 2012 19 h | (Rapport)      |       |                                   | Arbitrage : Kenn Hansen                    | Arbitrage : Kenn Hansen |

| Élim. CE 2013     | République tchèque                                                                          | 5-0   | Pays de Galles | Chance Arena Jablonec nad Nisou (République tchèque) |                               |
| 10 septembre 2012 | Novák Filip Novák 17e · Tomáš Wágner 60e · Ondřej Vaněk 68e · Stanislav Tecl 73e (pen.) 79e | (1-0) |                | Arbitrage : Yevhen Aranovskiy                        | Arbitrage : Yevhen Aranovskiy |
| 10 septembre 2012 | (Rapport)                                                                                   |       |                | Arbitrage : Yevhen Aranovskiy                        | Arbitrage : Yevhen Aranovskiy |

### Classement de la compétition

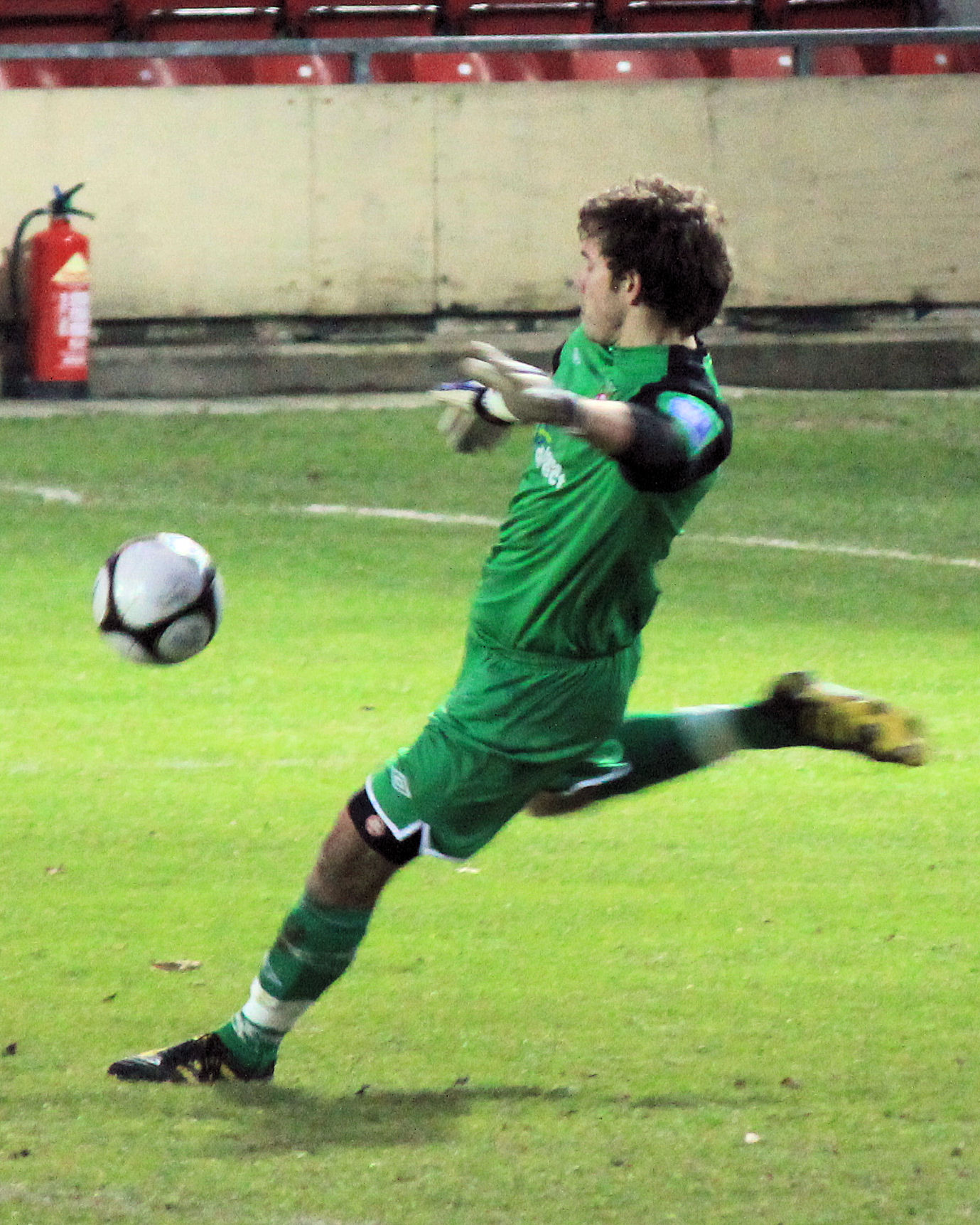
Le gardien de la sélection espoirs, Chris Maxwell, de Wrexham.

Ce classement indique la position de l'équipe du pays de Galles espoirs dans son groupe d'éliminatoires.
| Rang | Équipe         | Pts | J | G | N | P | Bp | Bc | Diff |
| ---- | -------------- | --- | - | - | - | - | -- | -- | ---- |
| 1    | Tchéquie       | 16  | 6 | 5 | 1 | 0 | 19 | 3  | +16  |
| 2    | Pays de Galles | 10  | 6 | 3 | 1 | 2 | 7  | 4  | +3   |
| 3    | Monténégro     | 9   | 6 | 3 | 0 | 3 | 14 | 8  | +6   |
| 4    | Arménie        | 8   | 5 | 2 | 2 | 1 | 6  | 4  | +2   |
| 5    | Andorre        | 0   | 7 | 0 | 0 | 7 | 1  | 28 | -27  |

Au 5 juin 2012

### Bilan de l'équipe (2011-2013)
| Rang | Équipe         | Pts | J  | G | N | P | Bp | Bc | Diff |
| ---- | -------------- | --- | -- | - | - | - | -- | -- | ---- |
| #    | Pays de Galles | 13  | 10 | 4 | 1 | 5 | 10 | 12 | -2   |